# Aeroporto di Londra-Heathrow
L'Aeroporto di Londra-Heathrow (IATA: LHR, ICAO: EGLL) (in inglese: London Heathrow Airport) è il principale aeroporto di Londra, dei nove complessivi che servono la capitale inglese, di cui cinque nelle immediate vicinanze: Gatwick, Luton, Southend, Stansted e London City Airport. Con quasi 84.000.000 di passeggeri transitati nel 2024, Heathrow è l'aeroporto più trafficato d'Europa e il quinto al mondo per passeggeri transitati, ma trasporta più passeggeri internazionali di ogni altro aeroporto al mondo. Lo scalo è situato a 31 km a ovest dal centro di Londra, è dotato di due piste parallele in direzione est-ovest accanto ai terminal ed occupa una superficie di 12,14 km². L'aeroporto è di proprietà, insieme ad altri tre aeroporti del Regno Unito, dell'Heathrow Airport Holdings, società partecipata principalmente dalla spagnola Ferrovial Group, dalla Cassa Depositi e Prestiti del Québec e da GIC Private Limited, un fondo d'investimenti di Singapore. È hub di British Airways e Virgin Atlantic Airways. Secondo l'Airport Commission, una commissione indipendente guidata da Howard Davis fondata nel settembre 2012 dal governo britannico, ha presentato due opzioni su una possibile espansione di Heathrow, insieme ad una terza opzione che mostrava invece come espandere Gatwick. Il rapporto finale verrà presentato nel corso dell'estate 2015 e mostrerà come Londra, l'Inghilterra e il Regno Unito manterranno il loro status di hub mondiale, in quanto Londra ha il sistema aeroportuale più trafficato al mondo.

## Dati tecnici
L'aeroporto è dotato di due piste parallele orientate est-ovest (che vengono usate contemporaneamente una per i decolli, l'altra per gli atterraggi a rotazione). Il terminal 1, il nuovo terminal 2, il 3 e il 5 si trovano nell'area tra le due piste, mentre il terminal 4 è adiacente alla testata della pista sud ai margini del perimetro aeroportuale di sud-est. Una terza pista trasversale, più corta, è stata declassata a pista di rullaggio. Entrambe le piste principali, lunghe circa 3800 m e larghe 50 m, sono dotate di sistema ILS e PAPI e, recentemente, è stato installato, su entrambe le piste, il Microwave Landing System, da cui l'aeroporto trae numerosi vantaggi nella gestione del traffico aereo; attualmente è sfruttato dagli Airbus A320 di British Airways.

## Servizi di trasporti
Heathrow ha tre stazioni, tutte servite dalla Piccadilly Line, una linea della Metropolitana di Londra, che offre un servizio a Londra suburbano e Londra centrale. Le tre stazioni sono chiamate Heathrow Terminals 2 & 3, Heathrow Terminal 4 e Heathrow Terminal 5 e servono i rispettivi terminal. Heathrow Terminals 2 & 3 e Heathrow Terminal 4 sono servite dallo Heathrow Connect e Heathrow Terminals 1, 2, 3 e Heathrow Terminal 5 sono servite dallo Heathrow Express, due servizi di treno, il primo lento e il secondo rapido, in connessione con la stazione di Paddington a Londra.
L'aeroporto è accessibile con autobus, automobile e taxì dalle autostrade M4 e M25.

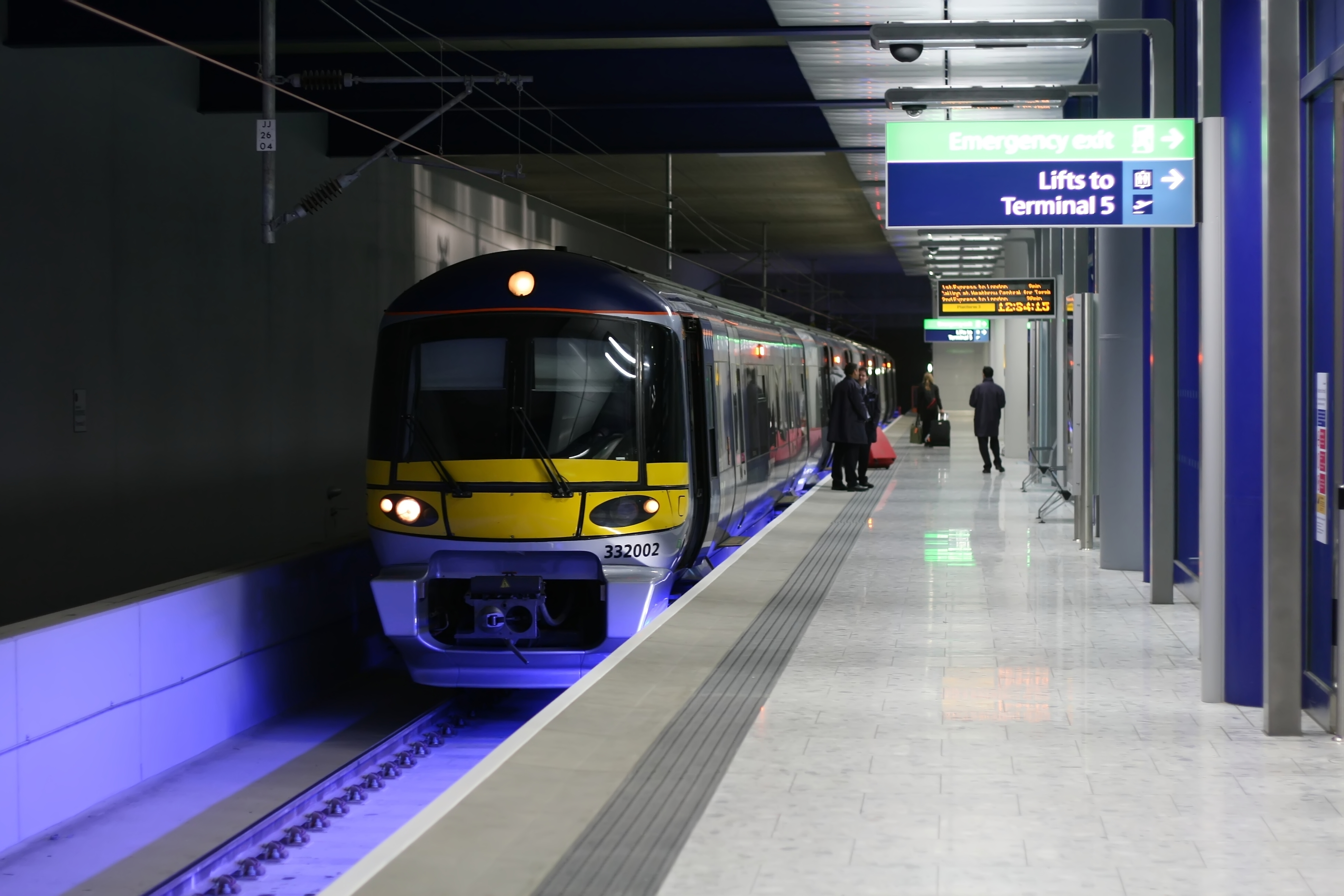
Treno alla stazione di Heathrow Terminal 5.
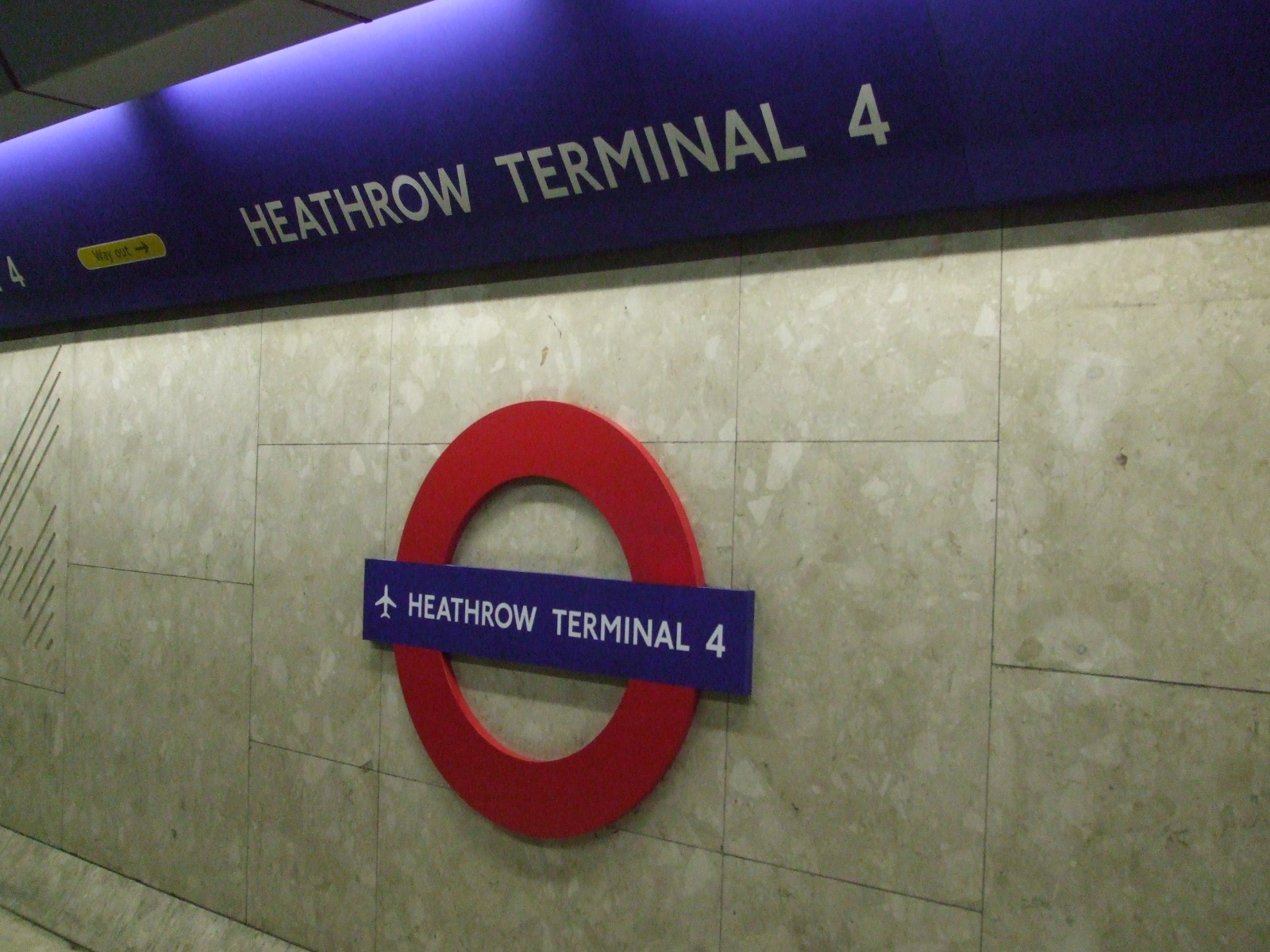
Tondo alla stazione di metropolitana di Heathrow Terminal 4.
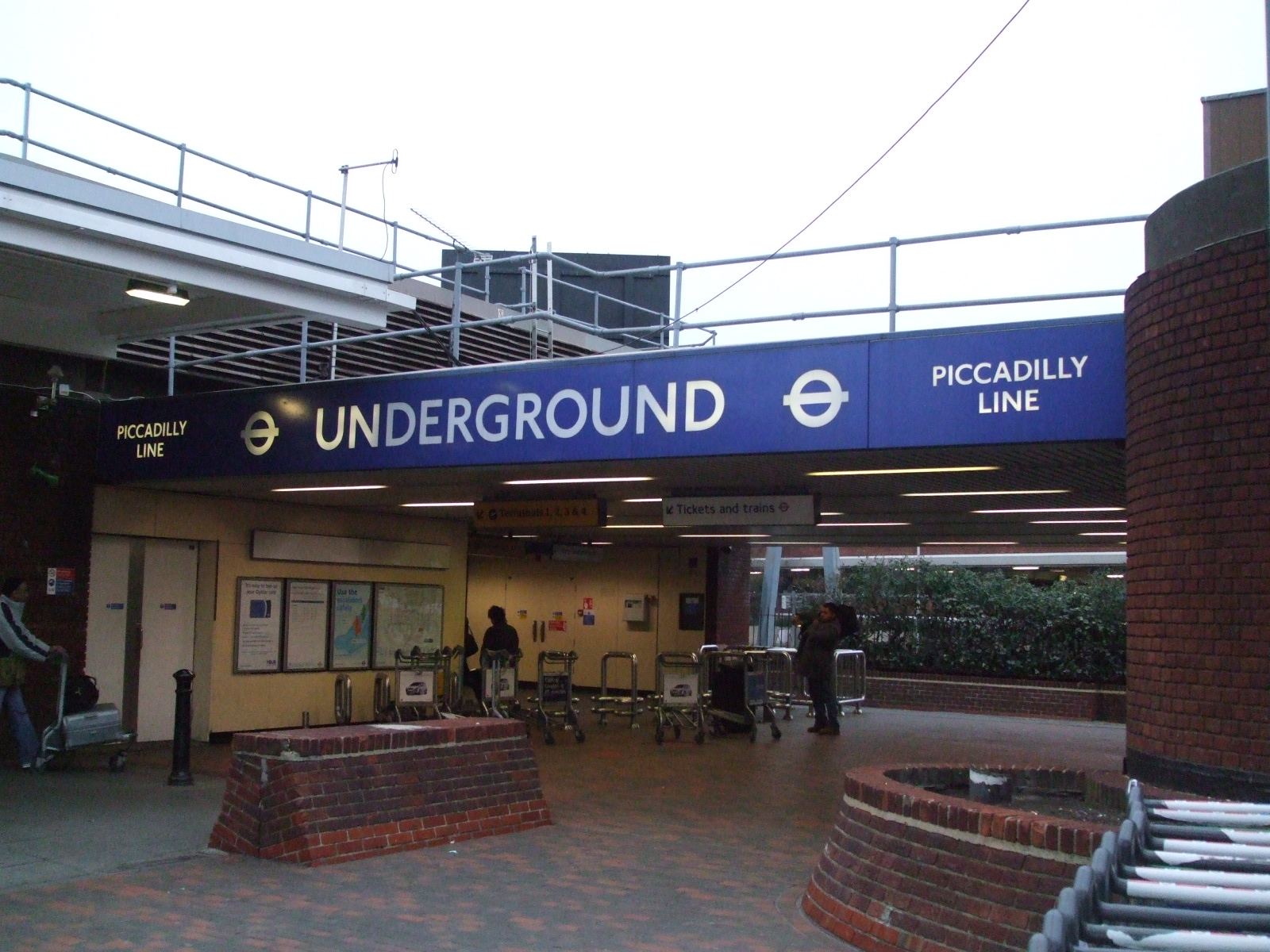
L'entrata della stazione di Heathrow Terminals 1,2,3.
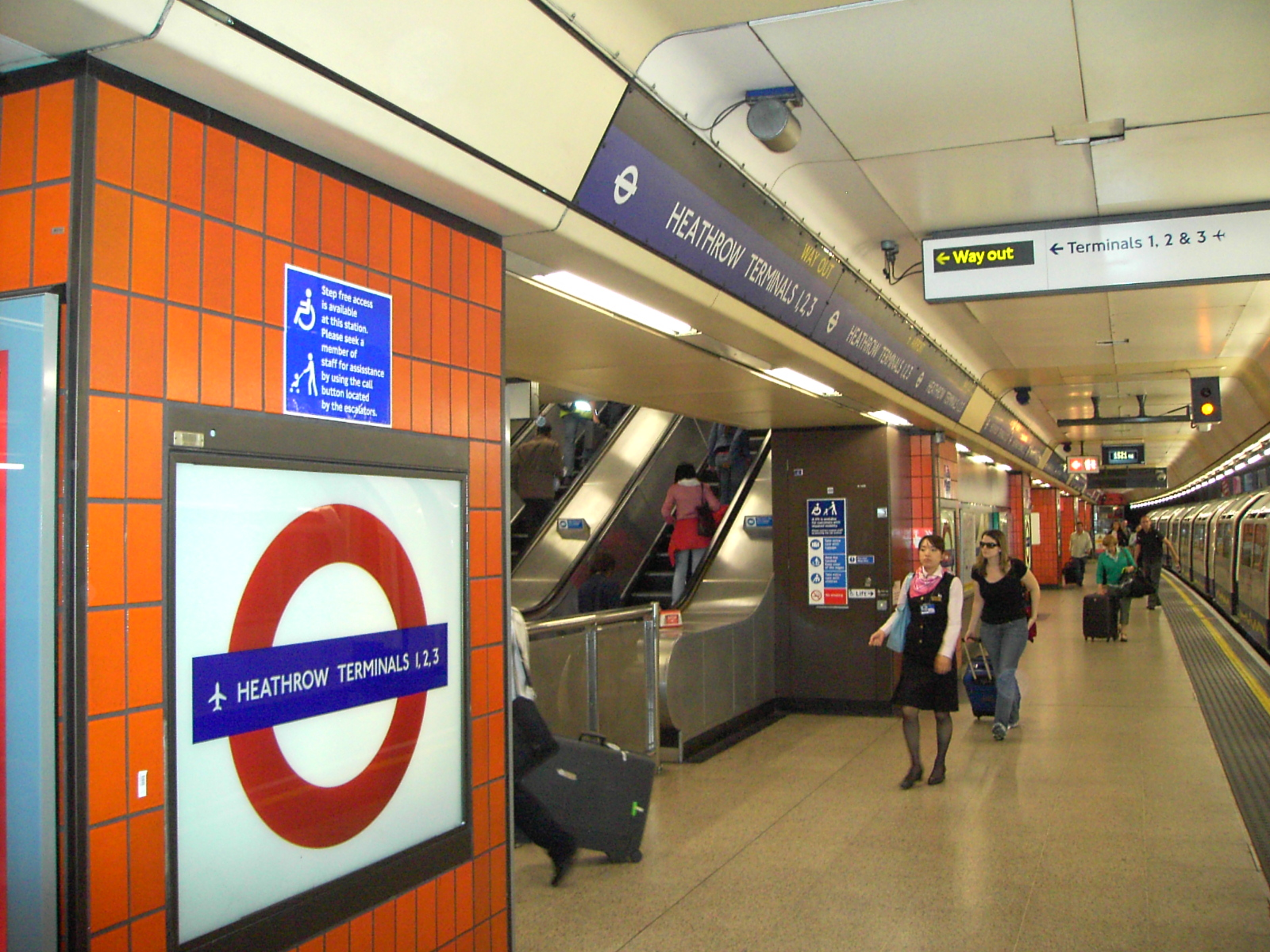
Tondo e marciapiede alla stazione di Heathrow Terminals 1,2,3.
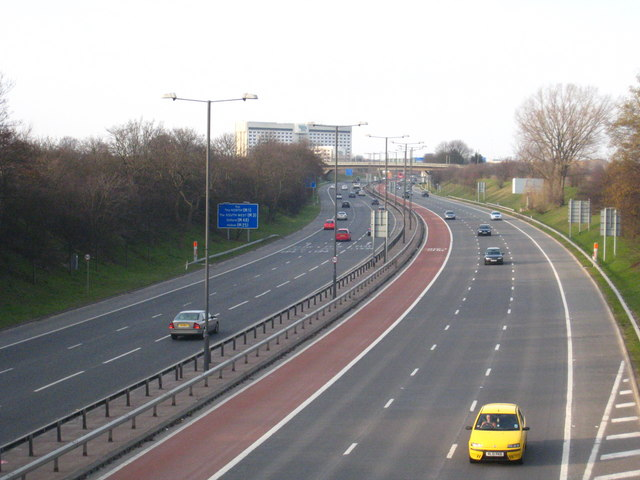
La sezione della autostrada M4 prossima a Heathrow.
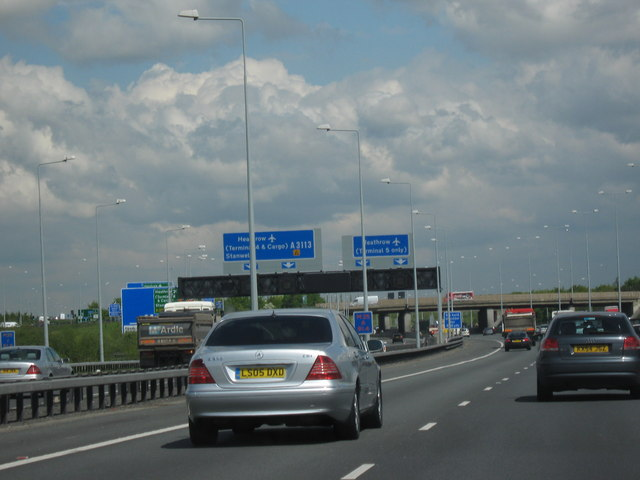
La sezione della autostrada M25 prossima a Heathrow.